# Bratten
Bratten este o arie protejată (arie specială de conservare — SAC, sit de importanță comunitară — SCI) din Suedia întinsă pe o suprafață de 120.878,4 ha, integral marine.

## Localizare
Centrul sitului Bratten este situat la coordonatele 58°24′57″N 10°24′13″E / 58.4159°N 10.4037°E.

## Înființare
Situl Bratten a fost declarat sit de importanță comunitară în mai 2011 pentru a proteja un număr necunoscut de specii din flora spontană și fauna sălbatică aflate în arealul zonei. Situl a fost protejat și ca arie specială de conservare în octombrie 2021.

## Biodiversitate
Situată în ecoregiunile boreală și marină Atlantică, aria protejată conține 2 habitate naturale: Structuri submarine provocate de scurgeri de gaze, Recifuri.
La baza desemnării sitului se află un număr nedeclarat de specii protejate.